# 德羅摩爾撞擊坑
德羅摩爾撞擊坑（英語：Dromore）是一個位於火星月沼區的一個撞擊坑，中心座標20.1°N, 49.7°W，直徑约14.8km，以北愛爾蘭的一個鎮命名。

## 地形
德羅摩爾撞擊坑被一些学者认为是火星表面曾經有水流的著名依据。这些学者称突破天然壩的水流能在火星地表切出深谷并在谷底岩盤侵蝕出痕迹，所以使得該撞擊坑周圍呈现出現在的地理狀態。